# اکرویل (آلاباما)
اکرویل، الاباما (به انگلیسی: Ackerville, Alabama) در ایالات متحده آمریکا است که در آلاباما واقع شده‌است.

## خصوصیات
اکرویل ۸۶٫۸۷ متر بالاتر از سطح دریا واقع شده‌است.